# Johann II. (Soissons)

Wappen Johanns II. von Soissons

Johann von Nesle, genannt „der Stotterer“ (le Bègue), († 1270/72) war (als Johann II. von Soissons) Graf von Soissons und durch Heirat Graf von Chartres und Herr von Amboise, aus dem Haus Nesle. Er war der Sohn von Raoul I. de Nesle († 1235), Graf von Soissons, und dessen zweiter Ehefrau, Yolande.
Er ist nicht zu verwechseln mit seinem Vetter Johann II. von Nesle, Herr von Nesle, Burggraf von Brügge.

## Leben
Johann unterstützte 1230 die Regentin Blanka von Kastilien im Kampf gegen Peter Mauclerc. Im Jahr darauf geriet er mit den Kirchenoberen von Soissons in einen Streit um Besitzrechte. Nachdem er dabei mehrere Prälaten gefangen genommen hatte, konnte erst auf Druck König Ludwigs IX. und der Vermittlung des Erzbischofs von Reims eine Einigung erzielt werden. 1242 unterstützte Johann den König im Kampf gegen Hugo X. von Lusignan und König Heinrich III. von England.
Den König begleitete er auch auf den Sechsten Kreuzzug (1248–1250) nach Ägypten, wo er sich im Kampf vor al-Mansura am 8. Februar 1250 auszeichnete. Während des Kampfes soll Johann seinem angeheirateten Cousin, Jean de Joinville, zugerufen haben, das sie über diesen Tag noch in den Gemächern ihrer Frauen reden werden. Im April 1250 geriet er ebenso in die Gefangenschaft der Mameluken, wurde aber bald wieder freigelassen, worauf er dann in die Heimat zurückreiste.
Im Jahr 1265 zog Johann mit dem Prinzen Karl von Anjou nach Italien, um dort das Königreich Sizilien zu erobern. Dabei führte er gemeinsam mit Guy de Montfort die Eskorte der Beatrix von der Provence bis nach Rom. Im Jahr darauf kämpfte er in der siegreichen Schlacht bei Benevent.
1270 nahm Johann auch am Siebten Kreuzzug nach Tunis teil, wo König Ludwig IX. starb. Auch Johann starb kurz nach seiner Rückkehr in der Heimat.

## Ehe und Nachkommen
In erster Ehe war Johann verheiratet mit Marie († um 1241), der Erbtochter von Roger de Chimay. Ihr Sohn war:
- Johann III. († vor 1286), Graf von Soissons

Seine zweite Frau war Mathilde d’Amboise († 1256), Tochter von Sulpice III. d’Amboise und der Isabella von Blois. Sie war über ihren Vater Herrin von Amboise und über ihre Mutter Gräfin von Chartres.

## Fußnote
1. ↑  Ethel Wedgwood (Hrsg.): The Memoirs of the Lord of Joinville. A new English version. John Murray, London 1906, II, § 10.

| Vorgänger          | Amt                                          | Nachfolger           |
| ------------------ | -------------------------------------------- | -------------------- |
| Raoul              | Graf von Soissons 1235–1270/72               | Johann III.          |
| Isabella von Blois | Graf von Chartres (de iure uxoris) 1235–1270 | Johann von Châtillon |

| Personendaten    | Personendaten                                            |
| ---------------- | -------------------------------------------------------- |
| NAME             | Johann II.                                               |
| ALTERNATIVNAMEN  | Johann von Nesle; Jean II de Nesle; Johann der Stotterer |
| KURZBESCHREIBUNG | Graf von Soissons                                        |
| GEBURTSDATUM     | 12. Jahrhundert oder 13. Jahrhundert                     |
| STERBEDATUM      | zwischen 1270 und 1272                                   |